# Calantica kampeni
Calantica kampeni is een rankpootkreeftensoort uit de familie van de Calanticidae. De wetenschappelijke naam van de soort is voor het eerst geldig gepubliceerd in 1909 door Annandale.